# تساینهایم
تساینهایم (به فرانسوی: Zeinheim) یک کمون در فرانسه با جمعیت ۱۸۳ نفر است که در Canton of Marmoutier واقع شده‌است.